# Vlag van Alytus

Vlag van Alytus

De vlag van Alytus, een district van Litouwen, bestaat net als alle negen andere Litouwse districtsvlaggen uit een egaal veld met daarin een regionaal symbool, omringd door een blauwe rand met daarin tien gouden Vytiskruizen. De kruizen verwijzen naar de tien Litouwse districten en hun positie binnen Litouwen. De vlag is, net als alle andere districtsvlaggen, vastgelegd door de Heraldische Commissie van het Ministerie van Binnenlandse Zaken; dit gebeurde in 2004.
Het regionale embleem in het midden van de vlag bestaat uit een blauw schild waarin een bewapende strijder staat. In zijn rechterhand houdt hij een strijdbijl vast, waarvan de stok zilverkleurig en de bijl goud van kleur is. In zijn linkerhand houdt hij een typisch Baltisch schild, dat zilver van kleur is.